# Castell de Prezë
El castell de Prezë (albanès: Kalaja e Prezës) és un castell medieval de Prezë, Albània.

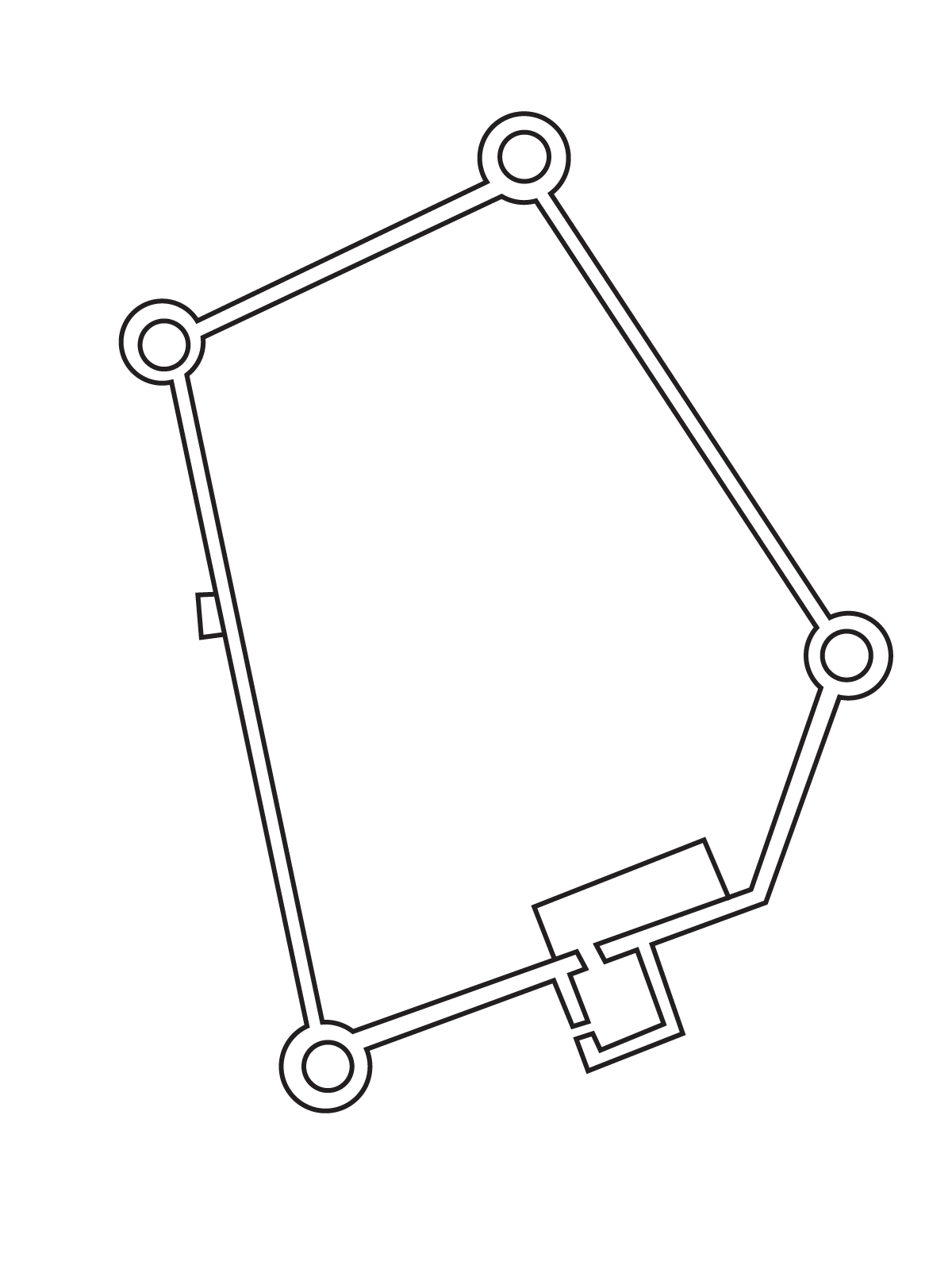
Planimetria del Castell de Prezë

El castell de Preza va ser construït per l'emperador romà d'Orient Justinià el Gran a la dècada de 550.
El castell domina el poble del mateix nom i està situat dalt d'un turó. El castell va ser ampliat per una construcció que va començar al segle xiv i es va acabar a principis del segle xv i va pertànyer als Thopias, una família feudal albanesa local. Durant 1443-1468 va ser un dels nuclis forts de la resistència albanesa contra l'Imperi Otomà dirigida per Skanderbeg.
El castell ha estat declarat 'monument de la cultura'. Té quatre torres, una a cada cantonada. La torre del rellotge es va aixecar cap al 1800–1850 . És conegut per la seva bonica ubicació, amb vistes a la plana de Tirana . El castell està força a prop de l'aeroport internacional Mare Teresa. Dins del castell hi ha un restaurant anomenat Kalaja E Prezës i altres instal·lacions de servei.